# Universität Brescia

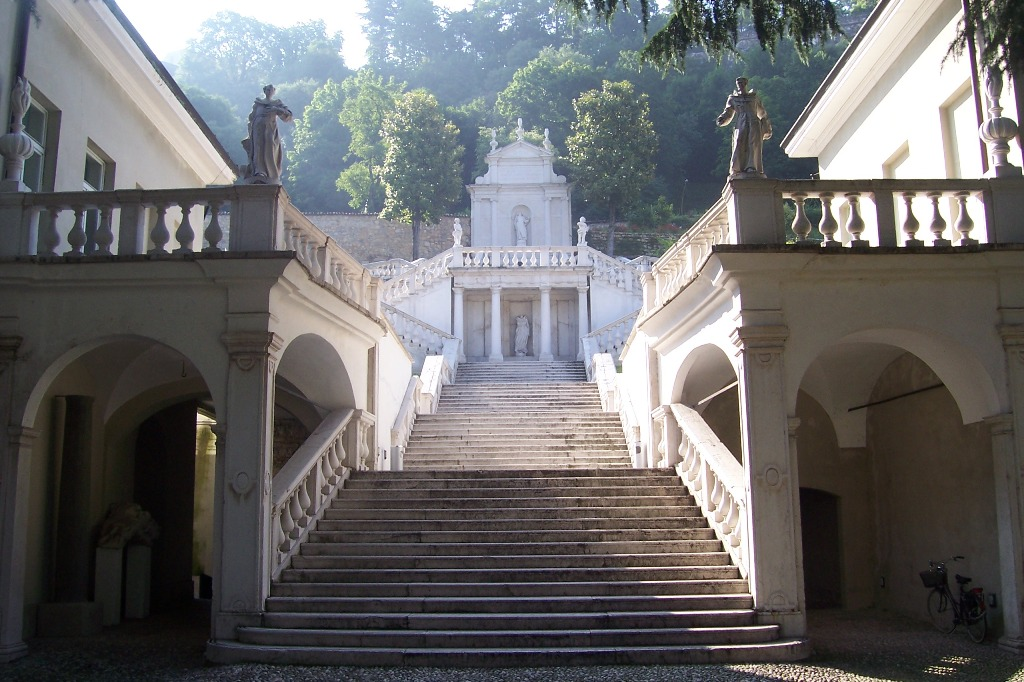
Universität Brescia

Die Universität Brescia (italienisch: Università degli studi di Brescia) ist eine 1982 gegründete staatliche Universität in der norditalienischen Stadt Brescia in der Region Lombardei mit ungefähr 15.000 Studierenden und knapp 500 wissenschaftlichen Angestellten.
Es gibt vier Fakultäten. Der Rektor der Universität von 2016 bis 2022  ist Maurizio Tira.

## Dipartimenti – Fachbereiche
1. Wirtschaft und Management
2. Jura
3. Bauingenieurwesen, Architektur, Territorium, Umwelt und Mathematik
4. Informationstechnik
5. Maschinenbau und Wirtschaftsingenieurwesen
6. Molekulare und Translationale Medizin
7. Klinische und experimentelle Wissenschaften
8. Medizinisch-chirurgische Fachgebiete, Radiologische Wissenschaften und öffentliche Gesundheit[3]